# 洗新乡
洗新乡，是中华人民共和国重庆市石柱土家族自治县下辖的一个乡镇级行政单位。

## 行政区划
洗新乡下辖以下地区：
保合村、万寿村、丰田村、五坪村和白果村。